# Gagea rupicola
Gagea rupicola är en liljeväxtart som beskrevs av Igor Germanovich Levichev. Gagea rupicola ingår i Vårlökssläktet och i familjen liljeväxter. Inga underarter finns listade.